# Saison 2013 des Athletics d'Oakland
La saison 2013 des Athletics d'Oakland est la 113e saison en Ligue majeure de baseball pour cette franchise et la 46e depuis leur transfert de la ville de Kansas City vers Oakland.
Les Athletics gagnent en 2013 deux matchs de plus qu'en 2012 et, avec une fiche de 96 succès contre 66 défaites, ils enlèvent le titre de la division Ouest de la Ligue américaine pour la 2e année de suite, coiffant de nouveau au fil d'arrivée les Rangers du Texas, qu'ils laissent 5 matchs et demi derrière. Leur troisième but, Josh Donaldson, termine 4e du vote désignant le meilleur joueur de la saison en Ligue américaine et le quadragénaire Bartolo Colón prend la 6e place du vote déterminant le lauréat du trophée Cy Young du meilleur lanceur de l'année. Mais l'automne se termine sur une déception : après être venu à une victoire près de gagner une première série éliminatoire depuis 2006, les Athletics sont éliminés pour la seconde fois en deux ans par les Tigers de Détroit en Série de divisions.

## Contexte
Avec 94 victoires et 68 défaites, les Athletics remportent en 2012 le championnat de la division Ouest de la Ligue américaine pour la première fois depuis 2006. À la traîne des Rangers du Texas toute l'année, ils battent ces derniers à Oakland dans les trois derniers matchs de la saison régulière pour remporter le titre au tout dernier jour. C'est d'ailleurs la seule journée de 2012 où les Athletics occupent la première place. Ils connaissent une forte seconde moitié de saison avec 51 victoires dans leurs dernières 76 parties et terminent avec 20 matchs gagnés de plus qu'en 2011. En séries éliminatoires pour la première fois depuis 2006, les A's livrent une bonne bataille aux Tigers de Détroit mais s'inclinent trois victoires à deux dans leur Séries de divisions de la Ligue américaine. Le manager Bob Melvin des A's est élu gérant de l'année dans l'Américaine.

## Intersaison

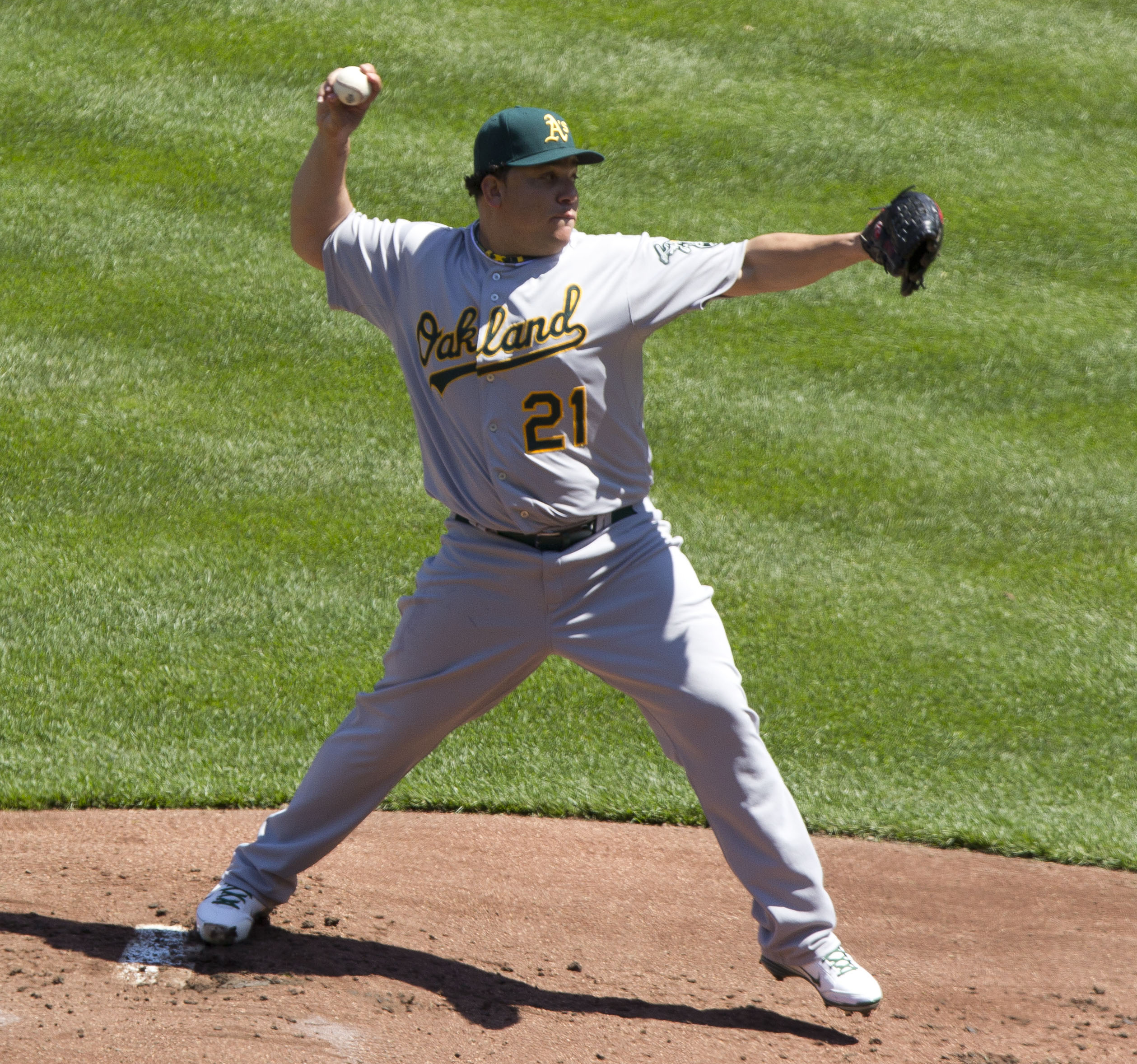
Le lanceur partant Bartolo Colón signe un nouveau contrat d'un an avec les Athletics le 3 novembre 2012.

Le 20 octobre 2012, les joueurs d'avant-champ Cliff Pennington et Yordy Cabrera sont échangés par les A's aux Diamondbacks de l'Arizona en retour du voltigeur Chris Young.
Le 3 novembre, le lanceur partant Bartolo Colón signe un nouveau contrat d'un an avec les Athletics.
Le 16 novembre, Oakland cède le lanceur droitier Tyson Ross et le joueur de premier but des ligues mineures A. J. Kirby-Jones aux Padres de San Diego contre le joueur d'avant-champ Andy Parrino et le lanceur gaucher Andrew Werner.
Le 11 décembre, le lanceur partant droitier Brendan McCarthy, devenu agent libre, signe avec Arizona.
Le 18 décembre, le joueur d'arrêt-court japonais Hiroyuki Nakajima passe aux Ligues majeures en acceptant un contrat de deux ans offert par les A's.

## Calendrier pré-saison
L'entraînement de printemps des A's se déroule du 23 février au 30 mars 2012.

## Saison régulière
La saison régulière des Athletics se déroule du 1er avril au 29 septembre 2013 et prévoit 162 parties. Le premier match est disputé à Seattle contre les Mariners et la saison locale à Oakland débute le 5 avril par la visite des Astros de Houston.

### Juin
- 2 juin : Nate Freiman, des Athletics, est nommé meilleure recrue du mois de mai 2013 dans la Ligue américaine[15].

### Juillet
- 3 juillet : Bartolo Colón est élu meilleur lanceur du mois de juin dans la Ligue américaine[16].

### Septembre
- 22 septembre : Une défaite des Rangers du Texas, seconds dans la section Ouest, permet aux Athletics de remporter pour la deuxième année de suite le championnat de leur division[17].
- 30 septembre : Josh Donaldson des Athletics est nommé meilleur joueur du mois de septembre dans la Ligue américaine[18].

### Classement
| Ligue américaine (Division Ouest) | V  | D   | %    | Diff. | Diff. (séries) |
| --------------------------------- | -- | --- | ---- | ----- | -------------- |
| Athletics d'Oakland               | 96 | 66  | ,593 | -     | -              |
| Rangers du Texas                  | 91 | 72  | ,558 | 5½    | 1              |
| Angels de Los Angeles             | 78 | 84  | ,481 | 18    | 13½            |
| Mariners de Seattle               | 71 | 91  | ,438 | 25    | 20½            |
| Astros de Houston                 | 51 | 111 | ,315 | 45    | 40½            |

## Affiliations en ligues mineures
| Niveau            | Équipe                   | Ligue                         |
| ----------------- | ------------------------ | ----------------------------- |
| AAA               | Sacramento River Cats    | Ligue de la côte du Pacifique |
| AA                | Midland RockHounds       | Texas League                  |
| A-Advanced        | Stockton Ports           | California League             |
| A                 | Burlington Bees          | Midwest League                |
| A (saison courte) | Vermont Lake Monsters    | New York - Penn League        |
| Ligue des recrues | Arizona League Athletics | Arizona League                |
| Ligue des recrues | DSL Athletics            | Dominican Summer League       |